# Mrtvá klávesa

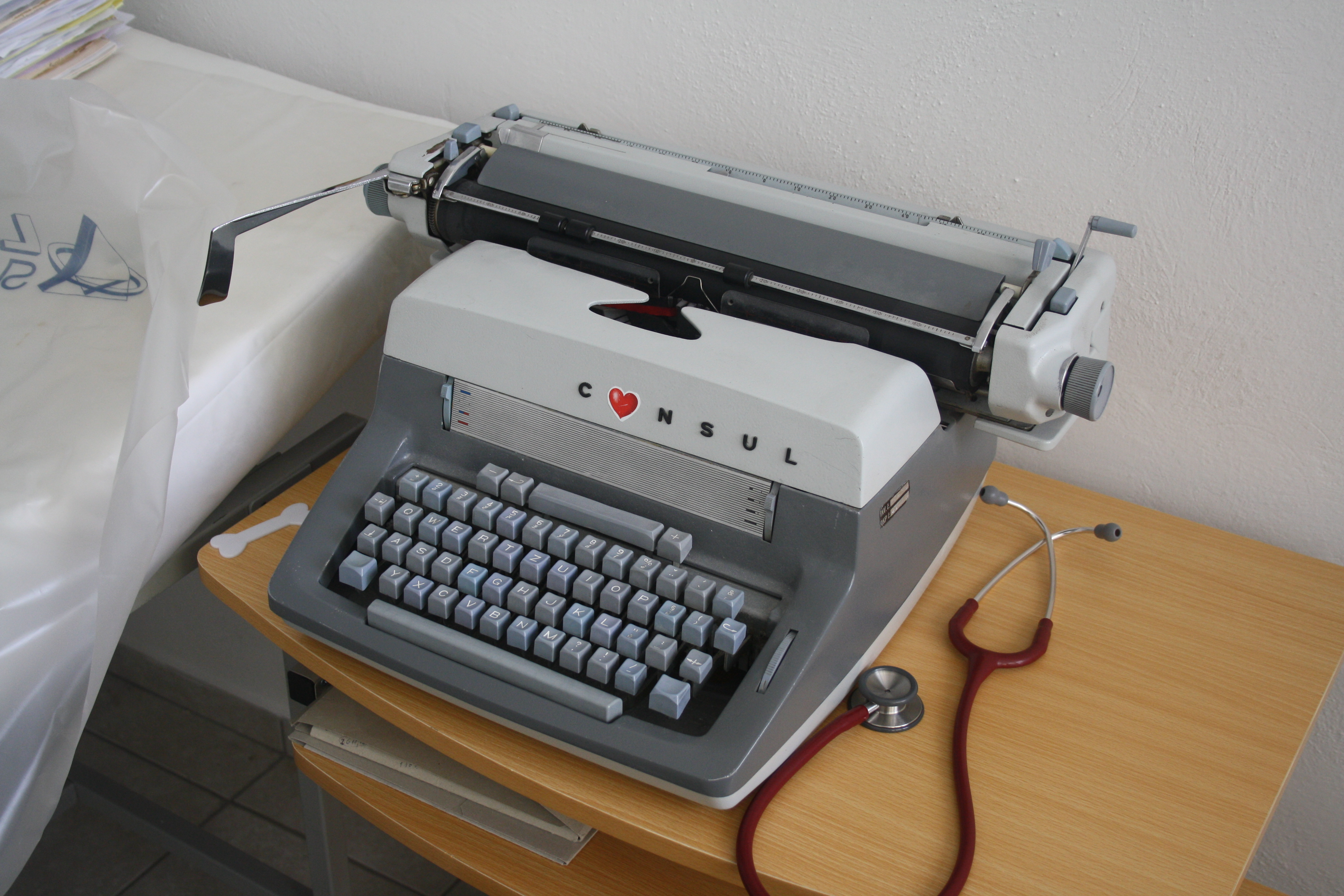
Kancelářský psací stroj Consul má dvě mrtvé klávesy – druhá a třetí klávesa zprava v horní řadě

Mrtvá klávesa bylo označení pro klávesu (nebo více kláves) na psacím stroji, při jejímž použití se neposunul válec s papírem, takže další znak se psal na stejnou pozici. Mrtvé klávesy umožňovaly  jednoduše psát znaky s diakritickými znaménky – především velká písmena s háčky a čárkami – tak, že se nejprve stiskla (a pustila) mrtvá klávesa s požadovaným diakritickým znaménkem a pak písmeno. Na kufříkových (přenosných) psacích strojích bývala jedna mrtvá klávesa, která samostatně produkovala čárku nad písmenem a s přeřaďovačem háček, na kancelářských psacích strojích bývala mrtvá klávesa i pro přehlásku, případně další diakritické symboly.
Na počítačové klávesnici se mrtvé klávesy používají ke stejnému účelu, ale obvykle fungují poněkud odlišně; po svém stisknutí negenerují žádný znak, ale ovlivňují fungování další klávesy – typicky přidávají k následujícím písmenům čárku nebo jiný diakritický symbol. Díky tomu není nutné mít zvláštní klávesy pro všechna písmena s diakritikou, ale stačí navíc jen několik kláves pro jednotlivá diakritická znaménka.
Dalším příkladem je klávesa Compose, která zajistí zkombinování dvou nebo více následujících znaků. Dostupné kombinace závisejí na konkrétním prostředí. Kromě méně obvyklých písmen, jako je polské škrtnuté l (ł, Ł), mohou například umožňovat psaní značek měnových jednotek, jako je znak Eura (€), centu (¢) nebo japonského jenu (¥).

## České rozložení klávesnice
Na českém rozložení kláves bývají pro nejpoužívanější písmena s diakritikou samostatné klávesy, mrtvé klávesy pro háček a čárku jsou používány jednak pro velká písmena s diakritikou, jednak pro vzácnější kombinace diakritiky (například ň nebo ó). S ohledem na blízkost německého prostředí je na českých rozloženích také běžná mrtvá klávesa pro přehlásku.